# Symphypyga tristis
Symphypyga tristis är en insektsart som beskrevs av Haupt 1917. Symphypyga tristis ingår i släktet Symphypyga och familjen dvärgstritar. Inga underarter finns listade i Catalogue of Life.